# Pala di Pellegrino II

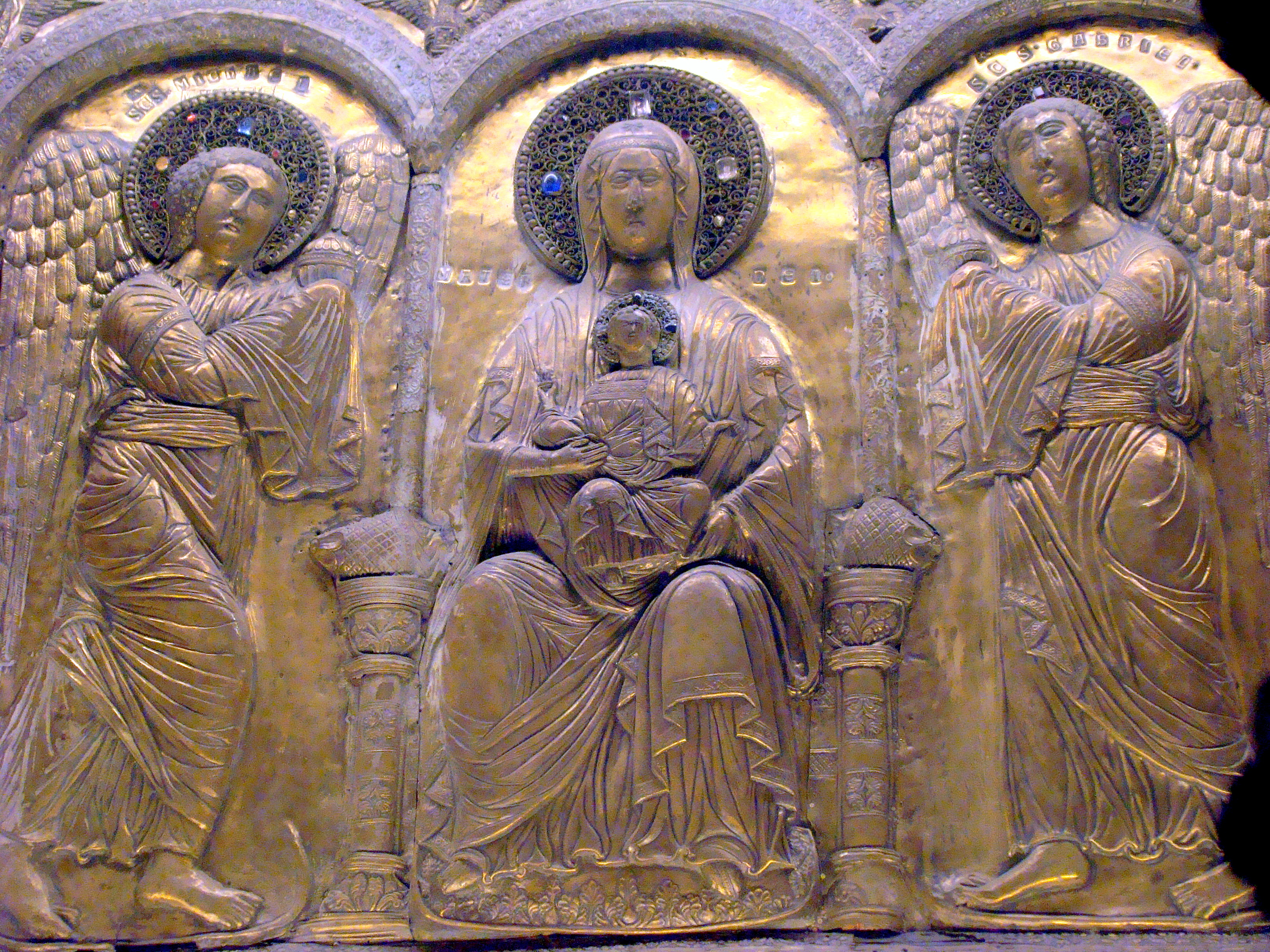
Trittico della pala d'altare, che mostra Maria con in braccio Gesù Bambino circondata da due arcangeli

La Pala di Pellegrino II è un bassorilievo medievale in argento dorato e sbalzato, che si trova nel Duomo di Cividale del Friuli, in provincia di Udine. L'opera fu donata nel 1200 da Pellegrino II, patriarca di Aquileia, e incorona l'altare della chiesa di Santa Maria Assunta. Essa mostra Maria e il Bambino Gesù circondati da arcangeli e da una schiera di santi. La denominazione è impropria, in quanto, in origine, l'opera era collocata davanti all'altare, mentre assolve alla funzione di pala d'altare solo dal Cinquecento, quando fu trasferita nell'attuale collocazione.
La ricca decorazione, la lavorazione toreutica, e la precoce tecnica di produzione tipografica delle sue iscrizioni latine (mediante caratteri mobili), rendono l'opera di estremo interesse sia per la storia dell'arte sia per la storia della tipografia.

## Descrizione

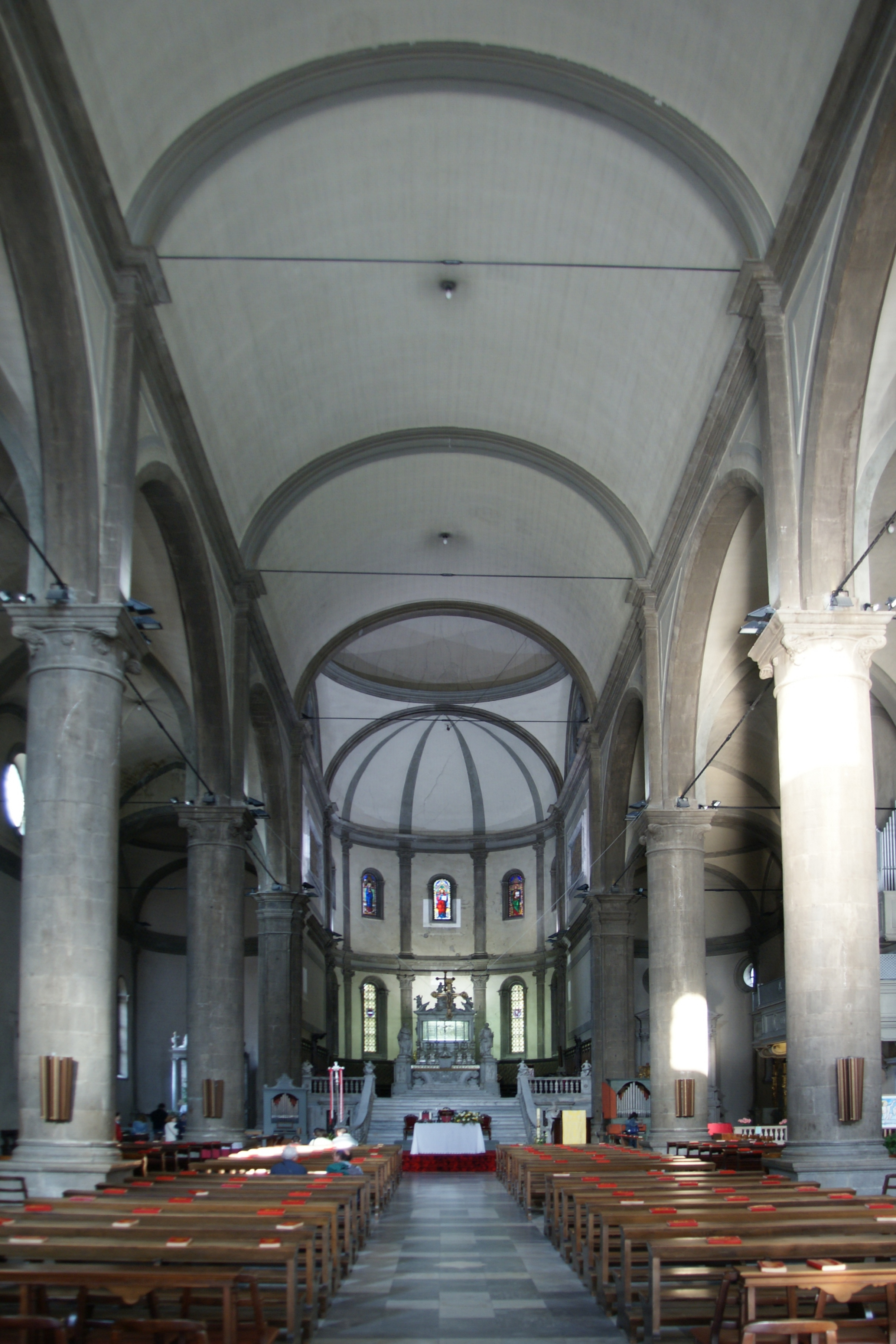
Veduta attraverso la navata verso la pala d'altare illuminata nel coro

Il ritratto in bassorilievo d'argento, in alcuni punti dorato, si trova oggi nel Duomo di Santa Maria Assunta della cittadina di Cividale del Friuli. La lastra rettangolare, alta approssimativamente un metro e larga due metri, troneggia in una moderna teca di vetro sull'altare maggiore nel coro. La pala è un dono votivo di Pellegrino II (in latino Pellegrinus), che esercitò il patriarcato di Aquileia dal 1195 fino al 1204.
La pala d'altare è strutturata in quattro parti: il centro forma il trittico, che mostra Maria come la Madre di Dio (lat. Mater Dei) con il Bambino Gesù in grembo; da sinistra e destra gli arcangeli Michele e Gabriele corrono incontro alla Madre seduta con il Bambino portando con sé la mirra. La scena si svolge sotto un'arcata a tre archi. Il trittico è fiancheggiato su ogni lato da una suddivisione, nella quale vi sono 25 santi e sante l'uno accanto all'altra ciascuno in tre file orizzontali. Tutte le figure sono contrassegnate per nome ad eccezione del Bambino Gesù. Intorno al trittico e alle due suddivisioni corre la cornice, nella quale sono raffigurati medaglioni senza iscrizioni. Nella parte orizzontale superiore della cornice sono rappresentati Cristo e Giovanni Battista nonché i quattro evangelisti. Nell'opposto inferiore un'iscrizione di accompagnamento permette di identificare Pellegrino II, che si vede inginocchiato ai piedi di Maria, come offerente della pala d'altare. Lungo gli sguinci delle due cornici di legno corre orizzontalmente l'iscrizione votiva, che contiene un carme in dieci versi leonini, tipico della poesia mediolatina, i cui contenuti augurali si risolvono in un'invocazione finale minatoria nei confronti di eventuali sacrileghi.

## Tipografia
Tutte le iscrizioni sulla pala d'altare sono redatte in latino. Il carattere tipografico dell'iscrizione votiva è classificato in generale come capitale gotico. Per la produzione delle iscrizioni, secondo l'opinione concorde dei commentatori moderni, i caratteri furono martellati uno dopo l'altro nella lastra d'argento per mezzo di punzoni da lettera individuali. Questo metodo tipografico si riconosce dal fatto che i caratteri soddisfano chiaramente il criterio dell'identità tipografica, di conseguenza ogni figura di un carattere deve provenire da uno stesso punzone da lettera. Questo fatto è reso evidente, tra l'altro, dalla "R" difettosa che si ripete in tutto il testo, che indica l'uso di uno stesso punzone da lettera danneggiato. I caratteri sporgono in altorilievo da cavità rettangolari, create dalle basi dei punzoni in bassorilievo; la separazione tra i caratteri e le loro cavità mediante bordi netti è un ulteriore indizio dell'uso sequenziale di punzoni da lettera individuali. Anche l'osservazione che i caratteri non sono sempre allineati, ma, per così dire, "ballano" sulla linea di base, fa supporre l'utilizzo di punzoni da lettera separati.
Nel complesso si può distinguere l'uso di circa quaranta caratteri tipografici, che compaiono grossomodo in parti uguali in dimensioni tipografiche più piccole e più grandi. Con i caratteri più piccoli furono incisi i nomi dei santi e l'iscrizione votiva del patriarca, mentre gli altri furono utilizzati per imprimere i nomi degli arcangeli, della Madre di Dio, le abbreviazioni sanctus/sancta ("santo/santa") e l'iscrizione su due righe. Quest'ultima fu punzonata su otto strisce d'argento, che furono poi infilate insieme e inchiodate sulla sottostruttura di legno della pala d'altare.
Secondo lo storico dell'arte Angelo Lipinsky la tecnica tipografica potrebbe essere stata presa in prestito dall'area culturale bizantina, dove si possono trovare iscrizioni realizzate in tal modo nel X e XII secolo su stauroteche e lipsamoteche. Tuttavia una verifica a campione di questa ipotesi sulla Stauroteca di Limburgo che risale allo stesso periodo mostrò che l'iscrizione era incisa direttamente nel metallo. In realtà, è probabile che la tecnica utilizzata nella Pala di Pellegrino II sia un adattamento di tecniche già conosciute dell'arte orafa. I punzoni adoperati per le iscrizioni della tabula, che hanno un'altezza tra 1 e 1,5 cm, rappresentano infatti, semplicemente, un'evoluzione della tipologia adottata dagli orefici per "firmare" i propri manufatti. Questi particolari utensili, realizzati in misure molto ridotte (dai 2 ai 4 mm), erano utilizzati da tempo per decorare medaglie o monete, per realizzare lettere alfabetiche in rilievo su legature di cuoio, o per plasmare matrici in terra argillosa utili a creare sigilli. Le testimonianze medievali al riguardo sono numerose soprattutto per le produzioni di area veneta, mentre mancano esempi significativi in Friuli. Nel confronto con le tecniche di stampa a caratteri mobili, ancora di là da venire in Europa, va tenuto conto che i punzoni utilizzati dal maestro della Pala di Pellegrino II sono realizzati in negativo per ottenere lo sbalzo in rilievo dei caratteri, mentre il processo di stampa utilizzato da Johannes Gutenberg prevedeva caratteri in positivo.
L'iscrizione votiva di Prüfening del 1119 è un ulteriore esempio primitivo di produzione di testi tipografici nell'Occidente latino, che differisce tuttavia in alcuni dettagli tecnici: l'iscrizione appare in bassorilievo e la lastra è in argilla anziché in argento. In corrispondenza alla minore durezza del materiale di supporto furono usati stampi (di legno) anziché punzoni di metallo.